# Коледж Сумського національного аграрного університету
Відокремлений структурний підрозділ "Сумський фаховий коледж Сумського національного аграрного університету" — заклад фахової передвищої освіти, де навчається близько 500 студентів, 400 із них — на денному відділенні.

## Історія
1903 — створено як сільськогосподарську школу Сумського повітового земства, у якій, за рахунок земства та за свої кошти, розпочали навчання 35 учнів.
1917—1920 — школа декілька раз зазнавала реорганізаційних змін, при цьому її основне завдання — підготовка кадрів для сільського господарства — залишилось незмінним.
1930 — школа отримала статус «технікум».
1941—1945 — освітній заклад був повністю зруйнований і відновив своє існування в 1947 році як дворічна сільськогосподарська школа, що готувала технологічні та керівні кадри для сільськогосподарських підприємств.
1956 — установа стала технікумом, який почав готувати спеціалістів: агрономи, зоотехніки (1956), бухгалтери, економісти (1973), правознавці (1989).
1997 — наказом Міністерства сільського господарства та продовольства України технікум було передано до Сумського державного аграрного університету на правах структурного підрозділу.
2003 — відкрито набір студентів за спеціальністю «Фінанси».
2004 — згідно з наказом Міністерства аграрної політики України освітній заклад отримав статус «коледж».

## Директори коледжу
1997—2009 — освітній заклад очолював Омельяненко Петро Пилипович, «Відмінник освіти України», спеціаліст вищої категорії.
2009 — березень 2015 -навчальний заклад очолювала Мусієнко Оксана Володимирівна. Викладач-методист вищої категорії, переможець обласного конкурсу «Золоте серце» серед керівників ВНЗ, координатор українсько-французької робочої групи щодо співпраці коледжів, які готують фахівців економічного профілю.
червень 2015 р. - червень 2021 р. - директор коледжу Чортенко Андрій Миколайович, кандидат історичних наук, викладач вищої категорії
з липня 2021 р. - директор коледжу Роговенко Ольга Василівна, викладач вищої категорії

## Коледж сьогодні
Після численних реорганізацій ВСП "Сумський фаховий коледж СНАУ", залишаючись самостійним освітнім закладом, входить до складу університетського комплексу Сумського національного аграрного університету.
Сьогодні тут здійснюється підготовка фахових молодших бакалаврів на базі основної (9 класів) та повної (11 класів) загальної середньої освіти за спеціальностями (денна й заочна форма навчання):
- Облік і оподаткування
- Підприємництво торгівля та біржова діяльність
- Фінанси, банківська справа та страхування
- Право
- Екологія
- Туризм і рекреація
- Маркетинг

Навчання з економічних спеціальностей можливе за рахунок коштів державного бюджету або за умовами договору про надання освітніх послуг.

## Забезпечення навчального процесу

### Навчально-матеріальна база
У коледжі створено сучасну навчально-матеріальну базу, яка постійно поповнюється, оновлюється і вдосконалюється. Освітній заклад повністю комп'ютеризований: 4 комп'ютерних класи, електронний читальний зал, який безкоштовно забезпечує постійний доступ як до локальної електронної мережі, так і до всесвітньої мережі Інтернет. «Традиційна» бібліотека, книжковий фонд якої налічує більше 50 тисяч примірників, головний навчальний корпус, 1 гуртожиток, 2 спортивні зали, спортивний комплекс, актову залу на 150 місць, медпункт, магазини, пошта.
Уся територія коледжу, включаючи гуртожитки, має покриття Wi-Fi.

### Навчальний процес
Навчальний процес базується на найновітніших комп'ютерних технологіях. У коледжі створене віртуальне навчальне середовище, яке дозволяє студенту не тільки користуватися всіма інформаційними ресурсами з кожної навчальної дисципліни, навчальними та контролюючими програмами, але й вести діалог із викладачем у режимі online в будь-який час. Завдяки впровадженню віртуального навчального середовища на базі платформи Moodle значно поліпшилась успішність і якість знань студентів. За результатами незалежного online тестування, яке проводить науково-методичний центр аграрної освіти Міністерства аграрної політики України, студенти з економічних спеціальностей посідають II, III місця серед студентів усіх аграрних ВНЗ України.

### Педагогічний колектив коледжу
Навчальний процес забезпечує висококваліфікований педагогічний колектив, більше половини якого — спеціалісти вищої категорії, викладачі-методисти та кандидати наук. Діяльність ветеранів педагогічної праці, які мають великий практичний досвід, і плідна робота талановитої молоді забезпечують високі результати навчально-виховної діяльності. Протягом останніх років коледж займає перші місця в рейтингу аграрних вищих навчальних закладів І-ІІ рівнів акредитації України.

## Видатні випускники коледжу
- Білоус (Полішко) Наталія Василівна, яка працювала заступник голови Чернігівської обласної державної адміністрації;
- Лісовий Олександр Васильович, начальник Головного управління Державної казначейської служби України в Сумській області;
- Вакуленко Яків Іванович, генеральний директор ВАТ «Науково-виробнича фірма» Інституту рослинництва ім. В. Я. Юр'єва (м. Харків);
- Гриценко Григорій Сергійович, перший заступник голови Недригайлівської РДА;
- Гребеник Григорій Миколайович, заступник директора Департаменту агропромислового розвитку Сумської облдержадміністрації;
- Парафейнік Віктор Анатолійович, директор ВАТ «Лебединська швейна фабрика».